# Real Fábrica de Artillería de Sevilla

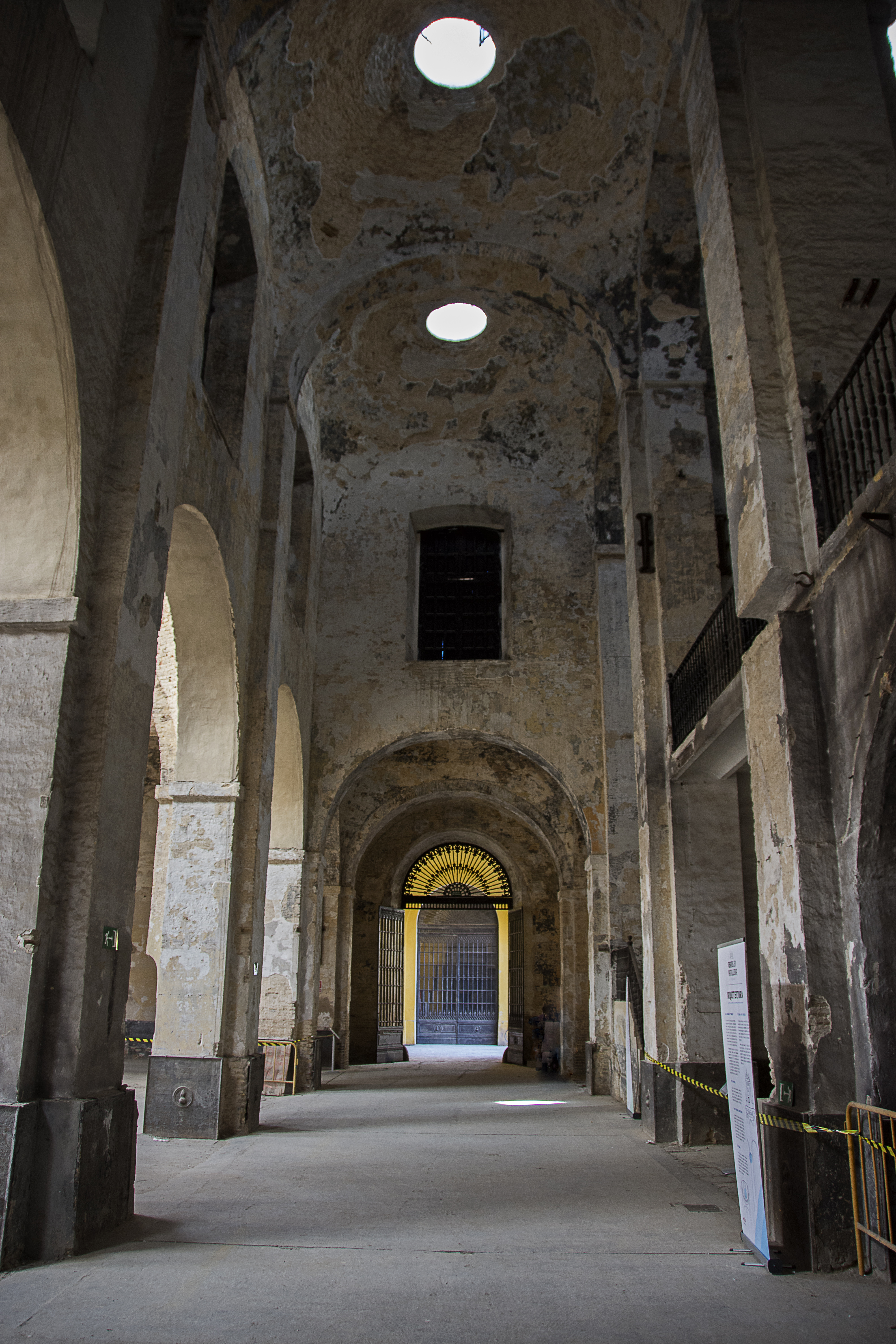
Vista del interior de la Real Fábrica de Artillería de Sevilla, en la avenida Eduardo Dato

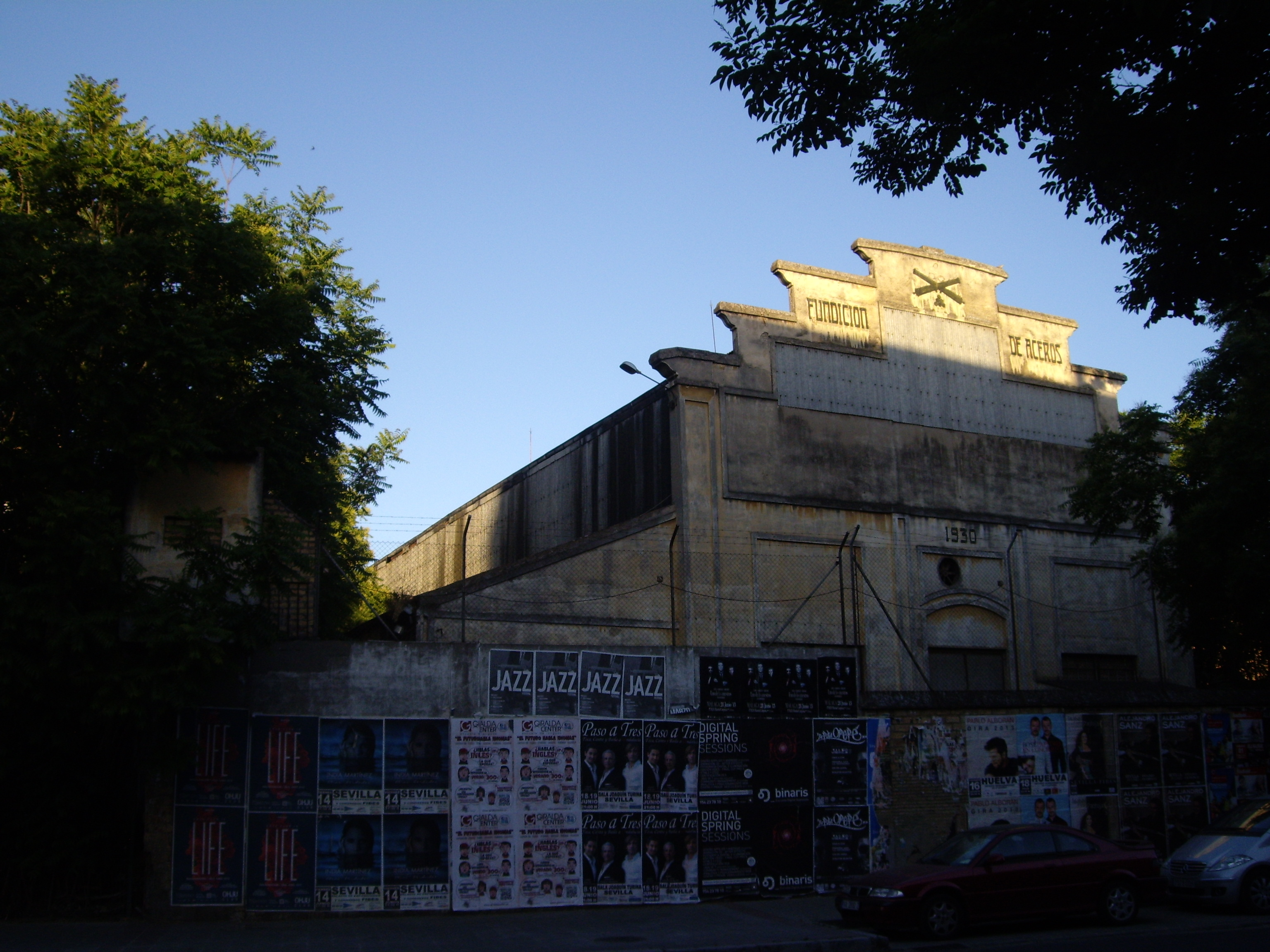
Nave de Fundición de Aceros de Sevilla. Construida en los años 30, se encuentra a apenas varias decenas de metros de la Real Fábrica de Artillería. Esta nave era usada para la fundición de cañones.

La Real Fábrica de Artillería de Sevilla fue una fundición de cañones establecida en el barrio extramuros de San Bernardo en 1565. Fue adquirida por el Estado en 1634. El edificio actual fue edificado entre 1725 y 1796. En el siglo XVIII era la fábrica de artillería con mayor capacidad de España. En 1991 había cesado su actividad. Su maquinaria y útiles se habían trasladado al municipio sevillano de Alcalá de Guadaíra y al municipio asturiano de Trubia.
En 2018 la Unión Europea financió la rehabilitación del espacio con 20 millones de euros para su uso como centro cultural. La primera exposición fue inaugurada en 2024.

## Orígenes
Tras la conquista del reino de Granada a finales del siglo XV se creó una fundición de artillería en Baza. Esta fue sustituida en 1499 por otra en Málaga para artillar plazas fronterizas, dotar de armas de fuego a los ejércitos de tierra y armar a los barcos de guerra que guardaban las costas de Andalucía. Se desconoce cuándo dejó de operar la fundición malagueña, pero en la segunda mitad del siglo XVIII Juan Antonio de Estrada y Paredes y Francis Carter hablan de ella como algo desaparecido hacía mucho tiempo.
En Sevilla constan fundidores desde comienzos del siglo XVI. En 1510 partió de Sevilla con destino a Puerto Rico el fundidor Jerónimo de Bruselas y en 1517 partió del mismo lugar a Ultramar el fundidor Diego Martínez. Ramón de Salas y Hernández señaló en su obra Memorial histórico de la artillería que hacia 1811 en Cádiz había una pieza de artillería realizada en Sevilla en 1542.
Justino Matute y Gaviria indicó que Carlos I creó una fundición de artillería en Sevilla en 1526, pero no hay pruebas de esto. Lo que sí que es cierto es que estuvo ese año en el Alcázar para contraer matrimonio con Isabel de Portugal.
Juan Morel era un fundidor de Sevilla del siglo XVI. En 1552 consta que vivía en la collación de San Lorenzo y que realizaba artillería y campanas. Su hijo, el también fundidor Bartolomé Morel, se casó con María de Ribera. El matrimonio tuvo otro hijo con el mismo oficio, llamado Juan Morel Ribera.
Juan Morel fabricó en 1557 dos cañones para la ciudad canaria de Santa Cruz de La Palma.
En el catálogo del Museo del Ejército figura, con el número 3.856, otro cañón fabricado por Juan Morel el 1563.
En 1564 Juan Morel se obligó a realizar dos cañones de bronce con el escudo real para Francisco Hernández Moreno y Gregorio Espinosa.
En el Archivo del Ayuntamiento de Sevilla figura que, en 1565, los propietarios de tres solares del barrio extramuros de San Bernardo, Lázaro Martínez de Cózar y su mujer María de Guzmán, los concedieron a censo perpetuo y por renta de 132 reales y 12 maravedís al oficial fundidor Juan Morel.
Jorge Vigón y Antonio Martín Torrente señalaron la creación de la fundición de artillería sevillana en 1540. Sin embargo, el Anuario militar de España de 1892 y José Gestoso y Pérez retrasan la creación hasta 1565.
En las década de 1560 y 1570 Bartolomé Morel realizó para la catedral de Sevilla la veleta conocida como el Giraldillo, el facistol, el tenebrario y siete campanas.
Juan Morel Ribera continuó el oficio pero murió a comienzos del siglo XVII sin tener hijos varones adultos. En esta circunstancia su viuda, María del Junco, vendió la fundición el 3 de noviembre de 1604 a Antonio de Ávalos y Pedro Gil Vambel por 40-597 reales y 29 maravedís y un tributo de 114 reales y 12 maravedís.
En 1608 Ávalos vendió su parte de la fundición a Pedro Gil Vambel por 11.000 reales. Este último decidió ampliar la fundición y, en 1609, compró a los herederos de Juan Morel casas colindantes por 400 ducados y un censo de 41 reales.
Pedro Gil Vambel se puso en contacto con Juan Hurtado de Mendoza, marqués de la Hinojosa, miembro de los consejos de Estado y de Guerra, para indicarle que necesitaba la ayuda de Francisco Ballesteros, de la Real Fundición de La Habana, que había sido creada hacia 1597. El marqués de la Hinojosa envió a Ballesteros a la fundición de Sevilla en 1612. Ballesteros ganó gran prestigio y su retrato aparece en la obra Libro de descripción de verdaderos retratos de ilustres y memorables varones realizada por Francisco Pacheco y publicada en Sevilla en 1649.
En 1622 Juan Vambel heredó la fundición.
En 1625 Felipe IV señaló en un escrito que había realizado ordenado realizar ensayos con cañones y los producidos en Sevilla sufrían una merma del 28% debido a la mala calidad del cobre que se traía de La Habana, cuando lo habitual en otras fundiciones era del 5%.
En 1630 Francisco Ballesteros intentó controlar él solo la fundición, porque consideraba que Juan Vambel no era fundidor ni tenía capacidad para ello.
Francisco Ballesteros, natural de Úbeda, había descubierto en 1614 el arte de fundir cañones "sin diestra". Los cañones con diestra, por ser esta de hierro y quedar incorporada en el bronce, se pudren en breve tiempo. Los cañones realizados sin diestra son más fuertes y duraderos. Más adelante, en 1618, consiguió fabricar cañones que lanzaban proyectiles al doble de distancia que otros con el mismo peso, diámetro y bala. En 1622 protagonizó otro hito, cuando fundió simultáneamente 500 quintales de metal produciendo 20 piezas de artillería cuando el máximo hasta la fecha estaba en 10 piezas a la vez. También inventó una cureña más fácil de manejar y más fuerte.
Francisco Ballesteros murió en 1631, después de haber trabajado 19 años en la fundición sevillana. En 1633 un hijo suyo reclamó 107.962 reales que le debía el Estado a su padre por haber fundido 1.112 cañones sin diestra  con cobre de Cuba sin mezcla del de Hungría y por haber inventado un nuevo modelo de cureña. También pedía el título de fundidor mayor de artillería para su primo Francisco Ballesteros, hijo de Fernando Ballesteros.
Francisco Ballesteros, sobrino del fundidor homónimo, había sido aprendiz en la fundición sevillana y continuó ayudando a Juan Vambel a partir de 1631.

## Fábrica del Estado
El conde-duque de Olivares, valido de Felipe IV, decidió que Sevilla tuviera una fundición del Estado. Tras unas negociaciones, se compró a Juan Vambel la fundición del barrio de San Bernardo por 55.000 reales el 11 de marzo de 1634. El dinero le fue entregado a Vambel por Jacinto Tomás, pagador de Artillería, en nombre de la Real Hacienda, que se hizo cargo de los tributos que pesaban sobre los edificios.
Desde entonces, el Estado cedía la fundición a asentistas durante diez años, comprometiéndose estos a satisfacer los pedidos de cañones. El primer asentista fue Juan Vambel. En 1639 le sustituyó como asentista Francisco Ballesteros, que siguió en este cargo hasta que murió en la epidemia de peste de 1649.
En 1649 el capitán general de Artillería, marqués de Aguilafuente, realizó un informe que hablaba de cómo se había intentado que el fundidor Enrique Habett comprase cobre de Caracas, de mala calidad, para la fundición.
El 1650 pasó a ser asentista Juan Sniders de Salazar por diez años con el compromiso de que el Estado le surtiese de cobre de Hungría y estaño de Inglaterra. Sin embargo, Sniders murió repentinamente ese mismo año. El capitán general de Artillería logró que se encargase de la fundición Enrique Habett, hermano de Bernardo Habett, que tenía un comercio en Sevilla y había sido fiador de Sniders.
Los cañones fabricados en Sevilla siguieron sirviendo para la defensa de Canarias. Entre 1741 y 1742 un comisario provincial de Artillería, Manuel Gayangos, indicó que en la isla de Tenerife había cuatro cañones con un calibre de 22 cm, uno de 1651 y tres de 1653, que habían sido fabricados en Sevilla por el fundidor Juan Fers Hors.
En 1654 el marqués de Leganés propuso crear otra fundición de artillería en Sevilla junto a la Puerta de Jerez, por estar cerca del río y la Casa de la Contratación. El veedor Feliciano Guillarte y el contador Martín Alonso Vidal, encargados de la artillería de la Flota de Indias, también sugirieron colocarla en ese entorno. Sin embargo, este proyecto no se llevó a cabo.
En 1657 el militar Juan Ordóñez de la Barrera, natural de Lora del Río, dio a conocer a los fundidores y artilleros de Sevilla el microscopio, que había sido inventado en 1590 por Zacharias Janssen.
En 1659 el general de Artillería de Sevilla Luis Fernández de Córdoba informó al Consejo de Guerra que la fábrica estaba parada porque no se le había suministrado 11.000 pesos y cobre al asentista. Por entonces llegaron galeones con 61.600 pesos y 1.125 quintales de cobre. En 1660 se había suministrado el cobre a la fundición pero el dinero que se le debía se había empleado por la Real Hacienda en otros gastos.
En 1661 el fundidor principal era Juan Gerardo, que dejó su nombre en algunos cañones fundidos en esta épocay en 1663 en la campana San Cristóbal de la Giralda de Sevilla, rota en 1981.
En 1678 figura como fundidor Antonio Rivas.
Enrique Habett renovó como asentista hasta su muerte, en 1683. Fue sucedido en este cargo por su hijo, Enrique Bernardo. En 1683 Enrique Bernardo Habett, apoyado por el marqués de la Fuente Hermosa, pidió al rey que le diesen todo o parte de un dinero que se le debía a su padre para pagar a especialistas alemanes que amenazaban con abandonar la fundición sin no cobraban.
En febrero de 1683 tuvo lugar riada en la ciudad en la que también se inundó la fundición.
En 1686 la fábrica se encontraba de nuevo parada por falta de medios.
En 1691 el maestro mayor del cabildo municipal examinó el edificio, que se encontraba en riesgo de derrumbe, y estimó que hacían falta 25.054 reales de vellón para reparar sus muros. El Consejo de Castilla accedió a financiar la reparación por considerarlo fundamental.
En los últimos años del siglo XVII se fabricaban en esta fundición un promedio de 400 cañones anuales.
En 1694 el asentista pasó a ser Enrique del Boye Habett, que se mantuvo al frente hasta su muerte en 1705. Este contó con el ingeniero mayor del rey y fundidor de artillería Matías Solano, que tras 1705 continuó en la fundición al frente del establecimiento. En 1709 pasó a ser asentista el fundidor Bernardo del Boye Abet.
En 1717 la industria armamentística pasaría a estar dirigida por los comandantes de artillería de cada región. El comandante de artillería de Sevilla, Marcelo de Arrigoni, pasó a dirigir la fundición sevillana. En 1718 fue sustituido en el cargo por Adolfo Bischof.
Los fundidores pasaron a ser asentistas supeditados a los militares. Los fundidores desde 1717 hasta 1765 consta que fueron Bernardo del Boye Abet, su hijo Juan del Boye, Juan Solano y su hijo José Solano.
Bishof fue director hasta 1734, con algunos periodos de interinidad de Juan Pingarrón y Miguel Fontova. Ese año, fue sucedido por Miguel García Campana. Los siguientes sucesores fueron Guillermo Corall (1740-1742), Miguel de Tortosa (1742-1749), José María Sanesi (1749-1757), Juan Manuel de Porres (1757-1759), Francisco de Molina (1759-1764) y Francisco Domínguez (1764-1766).
En 1720 el director Marcelo de Arrigoni planificó unas obras, que fueron llevadas a cabo por el arquitecto municipal Juan Navarro. No obstante, en 1725 consta que esas obras habían sufrido daños por un terremoto y el ingeniero general Jorge Próspero de Verboom realizó demoliciones en la fundición para acometer obras de nueva planta diseñadas por él. Las obras de construcción corrieron a cargo del ingeniero Francisco López Barrios. En 1729 las obras se paralizaron cuando estaban casi terminadas. En 1730 el ingeniero Ignacio Sala Garrigó continuó con las obras planificadas por Verboom. En 1738 se construyó una gran nave al este del edificio.
En 1754, 1757, 1758 y 1789 se fueron adquiriendo inmuebles cercanos para ampliar la fundición gracias a fondos asignados por el rey. En 1794 se compraron casas circundantes para aislar la fundición.
En 1757 comenzaron obras en la fábrica, con planos firmados por el director Juan Manuel de Porres.
Entre 1749 y 1752 llegaron informes a España desde Francia sobre el sistema de fundición en sólido. En 1757 llegaron a Sevilla cuatro fundidores franceses y un barrenador para hacer pruebas de fundir en sólido. El fundidor francés Drouet recorrió las márgenes del río Guadaíra e instaló en el antiguo molino de trigo sevillano de Aljudea, movido por las aguas del río Guadaíra, un banco de barrenar y un torno iguales a los que funcionaban en Francia. El asistente de la ciudad, marqués de Monterreal, asistió a las pruebas que fueron realizadas por el fundidor Solano. Sin embargo, los resultados no fueron buenos.
Entonces los franceses intentaron fundir cuatro cañones en la fábrica de hojalata de Ronda. Una vez allí se encontraron con que los hornos no permitían fundir cañones del calibre que se proponían. El comandante de artillería sevillano Juan Manuel de Porres propuso que los franceses fundieran en Ronda simplemente cilindros de hierro solo para probar la técnica. Mientras tanto, Porres encargó una máquina en Sevilla para ello. Tras una inundación en Sevilla que lo paralizó todo, se procedió en 1758 a trabajar en Sevilla con los cilindros de Ronda y, paralelamente, Solano llevó a cabo la fundición en sólido de dos cañones de bronce. Esta vez los resultados fueron exitosos.
En 1759 Porres se encargó personalmente de la construcción de un horno para fundir en sólido. En 1760 quedó por escrito en un informe que los resultados habían sido deficientes debido a que los franceses no estaban acostumbrados a trabajar con el cobre americano y a la baja calidad del revestimiento interior del horno. En 1762 el nuevo horno empezó a derrumbarse, siendo necesario su apuntalamiento.
En noviembre de 1759 pasó a ser director de la fábrica Francisco de Molina. Este encargó un informe a cuatro alafires acerca de las obras hechas a cargo de Porres, dirigidas por el arquitecto Pedro de San Martín. Estos, de acuerdo con Molina, dijeron que eran negativas. Tras esto, San Martín pidió que los ocho arquitectos más afamados de la ciudad se pronunciasen. Estos arquitectos (entre los que estaban Pedro de Silva, Vicente Vengoechea y Ambrosio de Figueroa) informaron positivamente de las obras realizadas. Se pidió un nuevo informe al ingeniero Sebastián Van der Borcht, que pensó que las obras realizadas hasta entonces estaban bien, pero añadió que debían cubrirse partes a la intemperie y hacer estructuras complementarias.
En 1761 llegó a Sevilla el fundidor Zacharías Dietrich, natural de Praga, que había estado previamente en las fábricas de Barcelona y La Cavada. El director Francisco Molina le encargó una tarea que terminó en un incendio. Este hecho, aunque no generó grandes pérdidas, perjudicó su salud mental.
En 1764 el inspector de artillería Félix Gazzola propuso que se invitase a España al suizo Jean Maritz, que había realizado la técnica de fundido en sólido con gran éxito y era inspector de las fundiciones francesas. En la primavera de 1766 Maritz llegó a Barcelona con un equipo de 21 técnicos. En otoño de 1767 manifestó su intención de trasladarse a Sevilla. En la ciudad andaluza se creó una comisión de oficiales de artillería para colaborar con él en la que estuvieron el capitán Lorenzo Lasso y los tenientes Santiago Hidalgo, Manuel Ruedas, Tomás de Reina, Rudesindo Cabrejas y Jorge Guillelmi.
En 1767 Maritz presentó su proyecto de reforma de la fábrica sevillana. En la primavera de 1768 comenzaron las obras añadiendo arbotantes, excavando nuevos cimientos y construyendo nueve bóvedas cilíndricas cubriendo un pasadizo que rodea toda la fábrica. En 1770 las obras continuaron las obras construyendo cinco arbotantes que dan a la parte norte.
En 1768 se instaló en el molino sevillano de San Juan de los Teatinos, movido por las aguas del río Guadaíra, un banco de barrenar y un torno iguales a los que funcionaban en Francia.
Maritz llegó a Sevilla el verano de 1772 y se mostró satisfecho con los avances. Posteriormente se derribó el horno levantado por Drouet bajo diseño de Dietrich dejando solo la bóveda cilíndrica y la fosa. Se construyeron dos hornos pequeños, uno de 12 quintales para pruebas y piezas pequeñas y otro de 100 para refinar metales, así como otros dos hornos para moldear las culatas de los cañones.
En 1773 Maritz terminó un plano de la fábrica sevillana en el que figuraban las obras realizadas y las que faltaban por hacer. En él aparecen los siguientes hornos en la parte conocida como Fundición Antigua: uno de 300 quintales para la fundición de cañones de calibre 12 y morteros, uno de 140 quintales para piezas menores, uno de 100 quintales para ligazones, otro de 12 quintales para pruebas. En la parte de la Fundición Nueva aparecen dos hornos, de 500 y 600 quintales respectivamente, para fundir artillería gruesa.
Maritz también integró en el proceso de fabricación el nuevo patio que había al norte y diseñó dos puertas al sur, que permitían el acceso de materiales, y otra al norte, la principal.
Los viajeros que llegaban a Sevilla empezaron a elogiar esta fábrica en sus escritos, como Jean-François Peyron, que estuvo entre 1772 y 1773, y William Jacob, que estuvo a principios del siglo XIX.
Entre 1772 y 1773 Maritz emprendió obras en el molino de Tizón del río Guadaíra para la instalación en este de tres máquinas de barrenar movidas por energía hidráulica.
En 1775, cuando las obras planeadas estaban casi finalizadas, Martiz se fue a Lyon por su avanzada edad y por temas familiares.
En 1778 el director de la fundición sevillana Santiago Hidalgo y Gómez sustituyó la fuerza hidráulica por el motor de sangre (es decir, bestias de tiro), que conseguía mayor suavidad y uniformidad en los movimientos. Este estaba ubicado en la propia fábrica.
Entre 1778 y 1782 Tomás Botani comenzó con la ampliación de la fundición hacia la calle Santísimo Cristo de la Salud con la construcción de unas nuevas naves. Esta obra fue terminada por Vicente San Martín.
En 1784 se construyó al oeste la zona de afino, con un techo de madera.
Tomas Reyna y Sanz fue director entre 1793 y 1796. En 1796 todavía se estaban realizando obras en el edificio, concretamente la bóveda o vestíbulo entre la puerta principal y el patio.
Cuando las obras del siglo XVIII concluyeron, esta fundición contaba con ocho altos hornos con capacidades de 700, 600 y 500 quintales, más otros cinco bajos con una capacidad de fundición que iba descendiendo hasta los 120 quintales. También hay que añadir los hornos de afinar estaño y los de reverbero para afinar y ligar metales. Esto la convirtió en la mejor fábrica de artillería de España y una de las mejores de Europa. En 1782 trabajaban en esta instalación 240 personas.
Los envíos de armas fabricadas en este lugar a América fueron especialmente intensos en el siglo XVIII. Consta que, solo entre 1751 y 1755, se enviaron cargamentos a Veracruz, Cartagena de Indias, Honduras, Caracas, Maracaibo, Cumaná, La Habana, Puerto Rico, Santo Domingo, Buenos Aires y Lima.
En el ataque británico a Santa Cruz de Tenerife de 1797 la plaza española fue defendida con 87 cañones y 7 morteros. De estos solo se conserva el "Cañón Tigre", fabricado por Juan Solano en Sevilla en 1768, y que es considerado popularmente como el que hirió al almirante británico Horacio Nelson.
En este lugar se fabricó un cañón de 2,27 metros de largo y un calibre de 12,1 centímetros conocido como "El Dragón" el 26 de febrero de 1790. En 1791 fue probado por Carlos IV en Aranjuez y, tras esto, se le grabó el siguiente poema:

El rey me apuntó,
Yo le obedecí
Y en el blanco di
Según me mandó

Fue confiscado por los franceses en la Guerra de la Independencia y recuperado por los españoles tras la Batalla de Vitoria del 21 de junio de 1813. Entonces se le grabó el escudo de esa ciudad y otro poema que dice:

Soy el terrible Dragón
A quienes libraron con gloria
Los jóvenes de Vitoria
Del poder de Napoleón.

Luego esta pieza de artillería pasó a Santoña. Desde 1852 se conserva en el Museo del Ejército, que tiene su sede en el Alcázar de Toledo. Hay una réplica en el Museo de Armería de Álava.
El 4 de julio de 1808, en los comienzos de la Guerra de la Independencia, se fabricaron aquí los seis primeros cañones maniobreros, invención del brigadier Vicente María Maturana Altémiz, que fueron nombrados "Fernandino", "Carolino", "La Junta S.", "Presidente", "Patriotismo" y "Lealtad". Se siguieron produciendo cañones y munición para el esfuerzo bélico. En 1 de febrero de 1810 Sevilla fue tomada por los franceses, que prestaron gran atención a la fundición. Esta fue visitada por José Bonaparte el 8 de febrero. El director de la fábrica, coronel Juan de Areco y Fernández de Mesa, decidió marcharse para no colaborar con los franceses. Los invasores pusieron a cargo de la fábrica a Manuel Pe de Arros y Además. El 21 de agosto de 1810 Pe de Arros fue nombrado coronel de artillería del Ejército Francés y se marchó a reconstruir la fundición de Toulouse. La fábrica sevillana durante la invasión también estuvo a cargo sucesivamente de Manuel del Río y Carmona, de Vicente de Berriz y Carrillo y de Manuel Sánchez y Sánchez. En agosto de 1812 los franceses fueron expulsados por un contingente hispano-británico.
Los franceses se dedicaron a sabotear la fábrica antes de escapar. En dos de las fosas de colada pusieron toda la artillería que no pudieron llevarse junto con estaño, hierro, herramientas, etc, vertiendo sobre el conjunto la carga de los hornos. Uno de los hornos fue inutilizado porque dejaron enfriar en él la carga ya fundida. La fábrica volvió a funcionar en noviembre de 1812 aunque lo hizo con bajo rendimiento, produciendo en cuatro años solamente 120 piezas. En 1816 se suspendieron los trabajos hasta 1820. En 1823 y buena parte de 1824 tampoco se trabajó. En la década de 1830 la fábrica estuvo mejor atendida, sobre todo durante la primera guerra carlista. La fabricación de proyectiles no se reanudaría hasta 1834.
En 1848 el político y militar Francisco Javier Azpiroz comisionó al director interino de la fábrica, el brigadier Pedro de Luján, para que inspeccionase fábricas de otros países europeos y modernizase la fábrica sevillana. Estuvo en Francia, Alemania, Austria, Bélgica e Inglaterra y compró nueva maquinaria, entre la cual había dos máquinas de vapor, por un valor de 1.000.872 reales.
Vicente Álvarez Miranda escribió en su obra Glorias de Sevilla (1849) lo siguiente sobre esta fábrica:

Las piezas de artillería que salen de tan famoso establecimiento tienen una reconocida superioridad sobre casi todas las de Europa, por confesión de los mismos extranjeros, así en su duración como en la pureza de la materia y en su hermoso color natural verde bronceado, que en vano han querido los franceses hacer tomar a sus piezas, valiéndose de la influencia de los agentes químicos

En 1858 se dispuso que las fábricas de Trubia y Sevilla llevasen a cabo un rallado de los cañones. La comisión en Sevilla para esta tarea estuvo presidida por el coronel Juan Nepomuceno Domínguez Sangran. Estos resultaron ser de mayor alcance y precisión. En 1859 se empezaron a producir cañones rayados de 8 centímetros. Las primeras unidades de este tipo fueron financiadas por la Real Maestranza de Caballería de Sevilla y regaladas al Ejército, que las usó en la guerra de África. Más adelante se producirían cañones rayados mayor calibre.
En septiembre de 1862 la familia real estuvo en Sevilla y visitó la fundición.
El director de la fábrica, Francisco Alvear, aceptó fundir con cañones capturados en la guerra de Marruecos dos estatuas de bronce de leones para colocar en el Palacio de las Cortes de Madrid. Para la tarea, solicitó que fuesen agregados a Sevilla un grupo de profesionales de la fundición de Trubia, entre los que estaban Prudencio Suárez y los moldistas y fundidores José Virto, Francisco Yuazua e Inocencio Fuertes. El primer león estaba terminado en 1865 y el segundo en 1871. Fueron instalados en la entrada del palacio madrileño en 1872.
En 1888 se fabricó en este lugar una estatua del capitán de Artillería Luis Daoíz, que fue instalada en la Plaza de la Gavidia de Sevilla e inaugurada el 2 de mayo de 1889.
En 1904 la "fundición de cañones" empezó a llamarse oficialmente "fábrica de artillería". En 1905 y 1906 se emitieron decretos para ampliar y reformar la fábrica para fabricar cañones de campaña, montaña y sitio con sus cureñas, armones, carros y proyectiles.
Durante la I Guerra Mundial la fábrica se dedicó a la producción de cañones Krupp y Schneider, así como a la producción de granadas.
En 1954 España empezó a normalizar el armamento con los estándares de la OTAN.
El 30 de julio de 1959 la fábrica pasó a manos de Empresa Nacional Santa Bárbara de Industrias Militares, empresa pública creada por el Instituto Nacional de Industria.
La fábrica cesó su actividad en 1991.

## Descripción
Lo que se conoce como Real Fábrica de Artillería es el resultado de un complejo edificio compuesto por partes, donde cada una de ellas cuenta con formas diferentes, pues la construcción se fue extendiendo a costa de ir ocupando calles y casas del barrio. 
De gran interés arquitectónico son varios los elementos que dan forma a todo este conjunto. 
Al exterior muestra una notable portada principal realizada en ladrillo visto, realizada en dos cuerpos. El cuerpo inferior lo constituye el hueco de acceso acabado en arco de medio punto que aparece flanqueado entre pilastras toscanas sobre pedestal. Sobre el amplio entablamento, de cornisa recta y muy movida, se levanta un segundo cuerpo de menor entidad y con una decoración más menuda realizada en ladrillo tallado, que se corona sobre la cornisa principal con dos grandes pináculos, y sobre la del cuerpo superior con un frontón recto partido.

## Catalogación
La Real Fábrica de Artillería de Sevilla está catalogada como Bien de Interés Cultural en la categoría de Monumento, y así aparece publicado en los Boletín Oficial del Estado (BOE) de 29 de junio de 1985 y de 30 de noviembre de 2001.

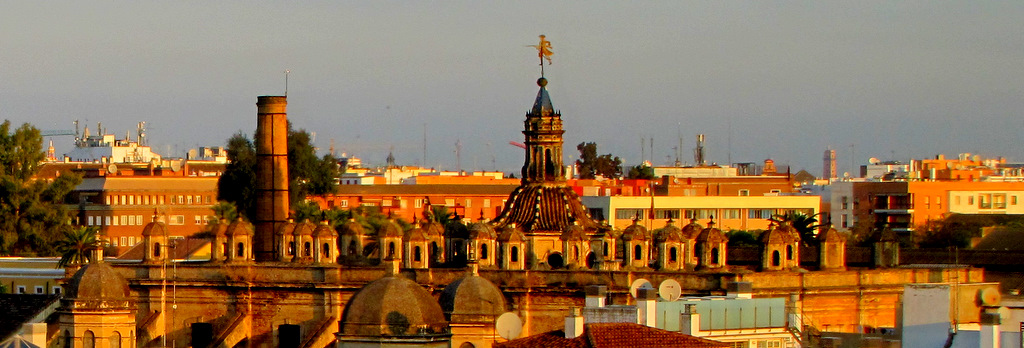
Linternas de la fábrica en un atardecer

## Fabricación en Alcalá de Guadaíra
En 1975 la Fábrica de Artillería de Sevilla empezó a producir carros de combate AMX-30E en unas instalaciones militares construidas en un terreno llamado Las Canteras del municipio de Alcalá de Guadaíra. Las instalaciones de Las Canteras fueron abandonadas en 1996 y, en la actualidad, la empresa Santa Bárbara Sistemas tiene un taller para tanques y vehículos blindados en otra zona de aquel municipio.

## Centro cultural
El 21 de octubre de 2024 el rey Felipe VI y expolítico español Alfonso Guerra inauguraron en este lugar una exposición sobre los hermanos Antonio y Manuel Machado.
El 27 de noviembre de 2024 el Estado entregó aquí las medallas de oro al mérito en las bellas artes. El acto estuvo presidido por el rey Felipe VI y su esposa, Letizia Ortiz.